# Церковь Успения Божией Матери (Верхотурье)
Церковь Успения Божией Матери — православный храм в городе Верхотурье, Свердловской области.
Решением № 535 Исполнительного комитета Свердловского областного Совета народных депутатов от 31 декабря 1987 года присвоен статус памятника архитектуры регионального значения.

## История
Каменное здание однопрестольной церкви было заложено в 1793 году по грамоте Архиепископа Тобольского Варлаама. В 1815 году по грамоте Пермскаго епископа Иустина освящена в честь Успения Пресвятой Богородицы. Здание церкви приписное и относится к верхотурскому Свято-Троицкому собору. В 1887 году интерьер храма был расписан живописью.
В 1922 году было изъято имущество храма «2 фунта 72 золотника серебра» (1,2 килограмма). С 1925 по 1946 год была закрыта. С 6 января 1947 года возобновлены богослужения.

## Архитектура
Здание находится в северо-восточной части города в центре кладбища. На здание сделан архитектурный акцент района.
Кирпичный оштукатуренный объём включает храмовый четверик с двумя полукруглыми выступами апсиды и западного притвора. Над притвором выведена четырёхгранная колокольня с проёмами звона на четыре стороны света.
Фасады составных объёмов симметричные, центрально-осевые. Углы четверика и колокольни отмечены рустованными лопатками, несущими раскрепованный антаблемент. Арочный проём звона обрамлён ленточным наличником с массивной бровкой над ним.
План симметричный продольно-осевой. Вход с запада. За полукруглым притвором следует прямоугольный зал храма, в боковых стенах которого устроено по одному дверному проёму, отмечающему поперечную ось плана. Алтарь полукруглый.
Плоский потолок храма украшен круглыми живописными изображениями.